# Dolby E
Dolby E — стандарт цифровой системы кодирования и декодирования многоканального звукового сигнала, разработанный для нужд производства и распространения видео. 
Формат предназначен для нужд вещательных компаний и студий постпродакшна, для передачи многоканального звука и множественного кодирования/декодирования без заметной деградации качества, и не используется для передачи контента бытовым потребителям — для такой передачи звук перекодируется в один из бытовых форматов.
Стандарт, поддерживающий все коммерчески используемые кадровые частоты, был предложен Dolby Laboratories в 1999 году.
Стандарт разработан для производства многоканального звукового сопровождения для цифрового вещания. Существовавший до этого формат Dolby Digital не мог удовлетворить потребностей вещательных организаций при производстве телепрограмм. Так Dolby Digital, разрабатываемый как формат для записи на LD и DVD-диски, допускает только ограниченное количество циклов кодирования/декодирования, при котором не происходит заметной деградации качества звучания. В тиражировании видеофильмов, где эти процедуры происходят только при подготовке мастер-диска и в процессе воспроизведения, эта особенность никакого значения не имеет, в телевидении же при производстве программ требуется иногда до 10 циклов кодирования/декодирования. Также недостатком Dolby Digital для вещателей, является непостоянная длина кадра (связанная с экономичностью формата) потока данных для сигналов многоканального звука и изображения, что влекло при видеомонтаже несовпадение места «склейки» потока видеоданных и звукового сопровождения и необходимость декодирования звука для сведения и последующего перекодирования с компрессией.
В отличие от предшественников, в Dolby E фреймы цифрового аудиосигнала жёстко синхронизированы с кадрами видеосигнала, что исключает внесение задержек и временны́х разрывов при редактировании. Благодаря умеренной степени сжатия звукового сигнала (4:1) стандарт допускает многократное декодирование и кодирование звука без заметной потери его качества. Редактирование видеоматериала со звуковой дорожкой в формате Dolby E может выполняться и без декодирования аудиосигнала (в покадровом режиме).